# Les Forges (Deux-Sèvres)
Les Forges é uma comuna francesa na região administrativa da Nova Aquitânia, no departamento de Deux-Sèvres. Estende-se por uma área de 10,61 km². Em 2010 a comuna tinha 126 habitantes (densidade: 11,9 hab./km²).